# Cattedrale di San Giacomo (Sebenico)
La cattedrale di San Giacomo (in croato Katedrala svetog Jakova) sorge a Sebenico, in Croazia. Cattedrale del vescovo di Sebenico, è considerata patrimonio dell'umanità dall'UNESCO fin dal 2000. È una basilica cattolica a tre navate con tre absidi e una cupola (32 m di altezza all'interno) ed è considerata il più importante monumento architettonico del Rinascimento dell'intero paese.

## Storia

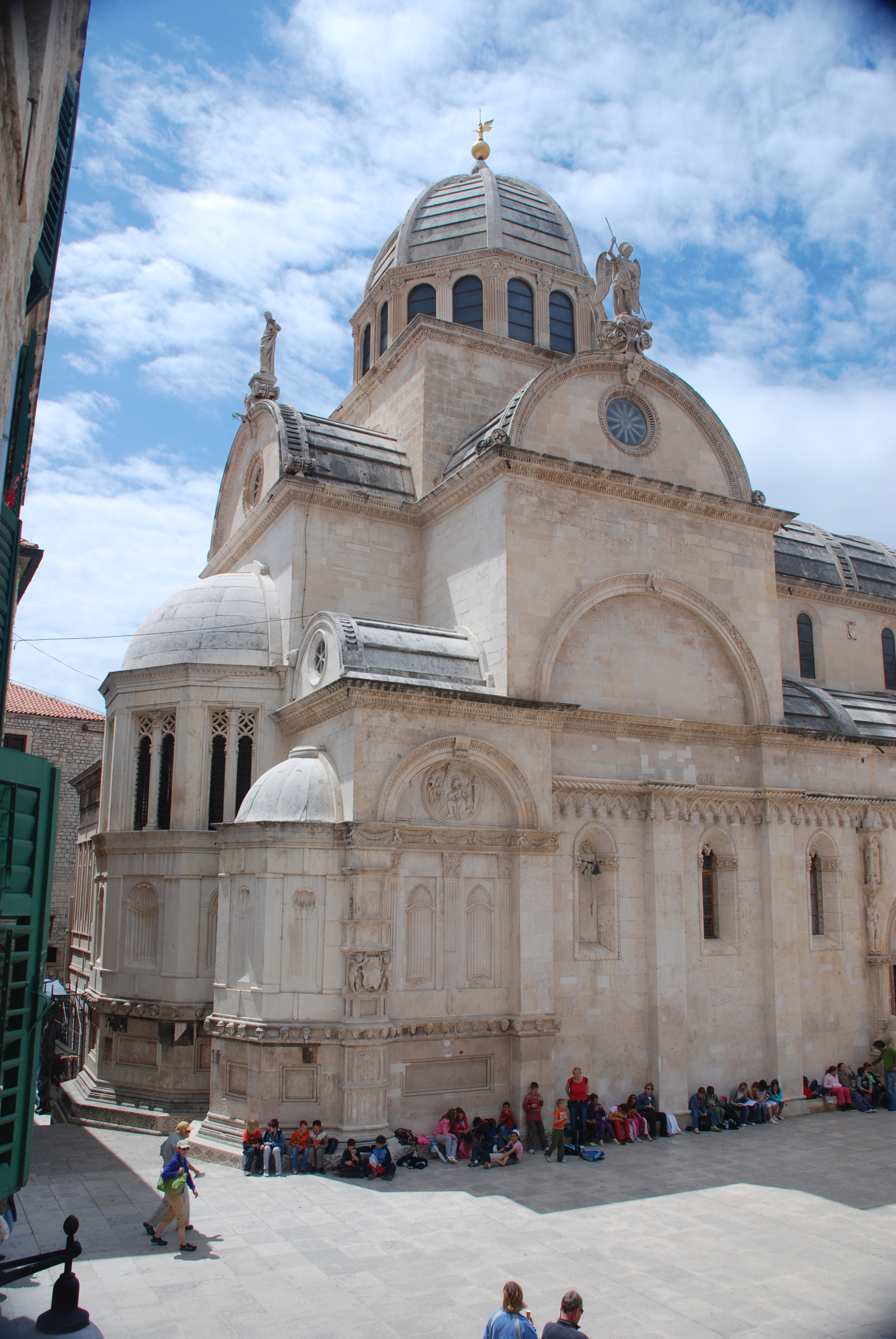
La parte absidale con la cupola.

Sul luogo sorgeva già una chiesa romanica dedicata a San Giacomo maggiore.

### Prime fasi costruttive
Un primo progetto per la costruzione di una nuova grande cattedrale si affacciò nel 1298, quando venne eretta la diocesi di Sebenico, e Sebenico ebbe il titolo di città. La decisione della costruzione dell'edificio venne presa nel 1402, ma il cantiere prese il via solo nel 1431. I maestri veneziani Francesco di Giacomo, Lorenzo Pincino e Pier Paolo Bussato vi lavorarono insieme ai maniscalchi locali Andrija Budčić e Grubiš Šlafčić. Eressero i muri longitudinali, la facciata e i due portali (sulla facciata e sul fianco settentrionale), secondo i dettami dello stile gotico veneziano.

### Giorgio da Sebenico
Nel 1441 il Gran consiglio cittadino affidò i lavori a Giorgio Orsini detto da Sebenico che può essere considerato il vero architetto della cattedrale. Egli fu invitato a Sebenico da Venezia poiché gli investitori non erano soddisfatti dell'inizio dei lavori. Diresse i lavori dal 1441 al 1473. Il suo primo contratto nel 1441 fu stipulato per un periodo di 6 anni per costruire una semplice chiesa, ma un altro contratto di 10 anni seguì il primo nel 1446. Gli investitori infatti considerarono la prima chiesa troppo semplice per i soldi spesi, quindi Giorgio modificò il progetto: ampliò il tempio creando le navate laterali e le absidi poligonali, in modo che la pianta della cattedrale fosse a forma di croce, costruì il battistero, pose le basi per la cupola e progettò anche varie sculture, tra cui 74 piccole teste umane della cornice esterna. 
Lo stile dell'Orsini è un esempio tipico del Rinascimento adriatico, che è caratterizzato dall'armonica fusione di elementi formali derivanti dal gotico fiorito, inseriti in una struttura rinascimentale.
Orsini aggiunse diversi elementi artistici nel progetto: la Porta dei Leoni  ispirata dall'abbazia di San Leonardo di Siponto, la navata centrale ispirata a quella della cattedrale di Traù, un'aquila sopra l'ingresso principale come simbolo di Giovanni Evangelista. Costruì il portale principale occidentale, il portale settentrionale (La Porta dei Leoni) e la prima cappella. Il portale principale occidentale fu decorato da Bonino da Milano, primo maestro muratore, con statue del Cristo e dei dodici apostoli. L'attuale porta di bronzo è stata creata nel 1967 dallo scultore di Sebenico Grga Antunac.

### Niccolò di Giovanni Fiorentino
Nel 1475, alla morte di Giorgio Orsini, i lavori vennero commissionati al maestro toscano Niccolò di Giovanni Fiorentino (Nicola Firentinac) che proseguì la costruzione in stile rinascimentale, completando le parti alte dell'edificio: la cupola, il tetto e la parte superiore della facciata. Realizzò anche le sculture esterne raffiguranti San Michele, San Giacomo e San Marco. All'interno, costruì il triforio, lavorò al presbiterio e all'altare maggiore. 
Dopo la morte di Fiorentino, nel 1505, la costruzione venne terminata nel 1536 dai veneziani Bartolomeo e Giacomo da Mestre e da Mastro Mestičević da Zara. 
La cattedrale venne ufficialmente consacrata nel 1555.
Cupola e chiesa vennero danneggiate gravemente dalle forze serbe supportate dall'Armata Popolare Jugoslava durante il bombardamento dal settembre 1991. Negli anni successivi la chiesa venne rapidamente riparata senza lasciare danni visibili. All'inizio del 2008 venne vandalizzata da nazionalisti serbi che con le bombolette spray disegnarono la croce serba sull'edificio.

## La porta dei Leoni

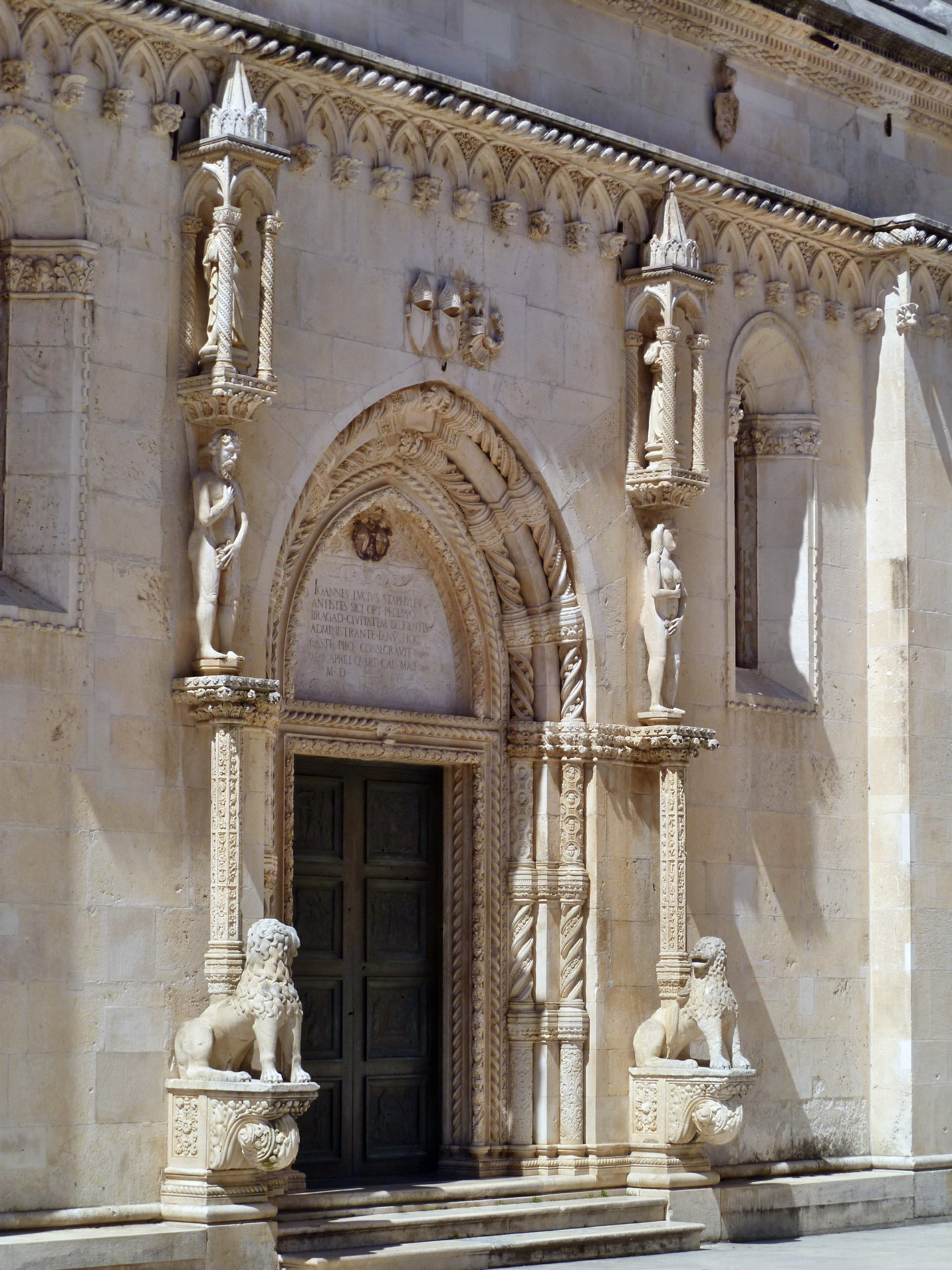
La Porta dei Leoni della Cattedrale di San Giacomo a Sebenico, Croazia, di Bonino da Milano; le statue sono opera di Giorgio da Sebenico

Il motivo del portale settentrionale, chiamato Porta dei Leoni, sono Adamo ed Eva in piedi su due leoni. Questo motivo si ritrova anche nella cattedrale di Traù, dove tutta via mancano le colonne presenti a Sebenico. Queste statue, insieme a San Giacomo e San Pietro, sono opera di Giorgio da Sebenico. La statua di Eva attira l'attenzione perché ha un ombelico, in contraddizione con Bibbia, per la quale essa è stata concepita da una costola di Adamo. Le porte in bronzo sono state realizzate nel 1967 dallo scultore di Sebenico Grga Antunac. Sopra la Porta dei Leoni sono stati collocati gli stemmi di due vescovi e del procuratore dell'allora chiesa di San Salvatore a Sebenico.

## Patrimonio dell'Umanità
Le motivazioni dell'inserimento della cattedrale di Sebenico tra i patrimoni dell'Umanità dell'UNESCO sono le seguenti:
Criterio II - La cattedrale di San Giacomo è il risultato fecondo di intensi scambi fra tre regioni culturalmente diverse: l'Italia centro-settentrionale, la Dalmazia e la Toscana nei secoli XV e XVI. Questi interscambi hanno creato le condizioni per soluzioni uniche ed eccezionali ai problemi tecnici e strutturali relativi alla costruzione della copertura e della cupola
Criterio IV - La cattedrale di San Giacomo a Sebenico è una testimonianza unica del passaggio dal Gotico al Rinascimento in un'architettura religiosa.»
(Motivazioni per l'iscrizione della cattedrale di Sebenico nei beni patrimonio dell'Umanità dell'UNESCO)

## Galleria d'immagini

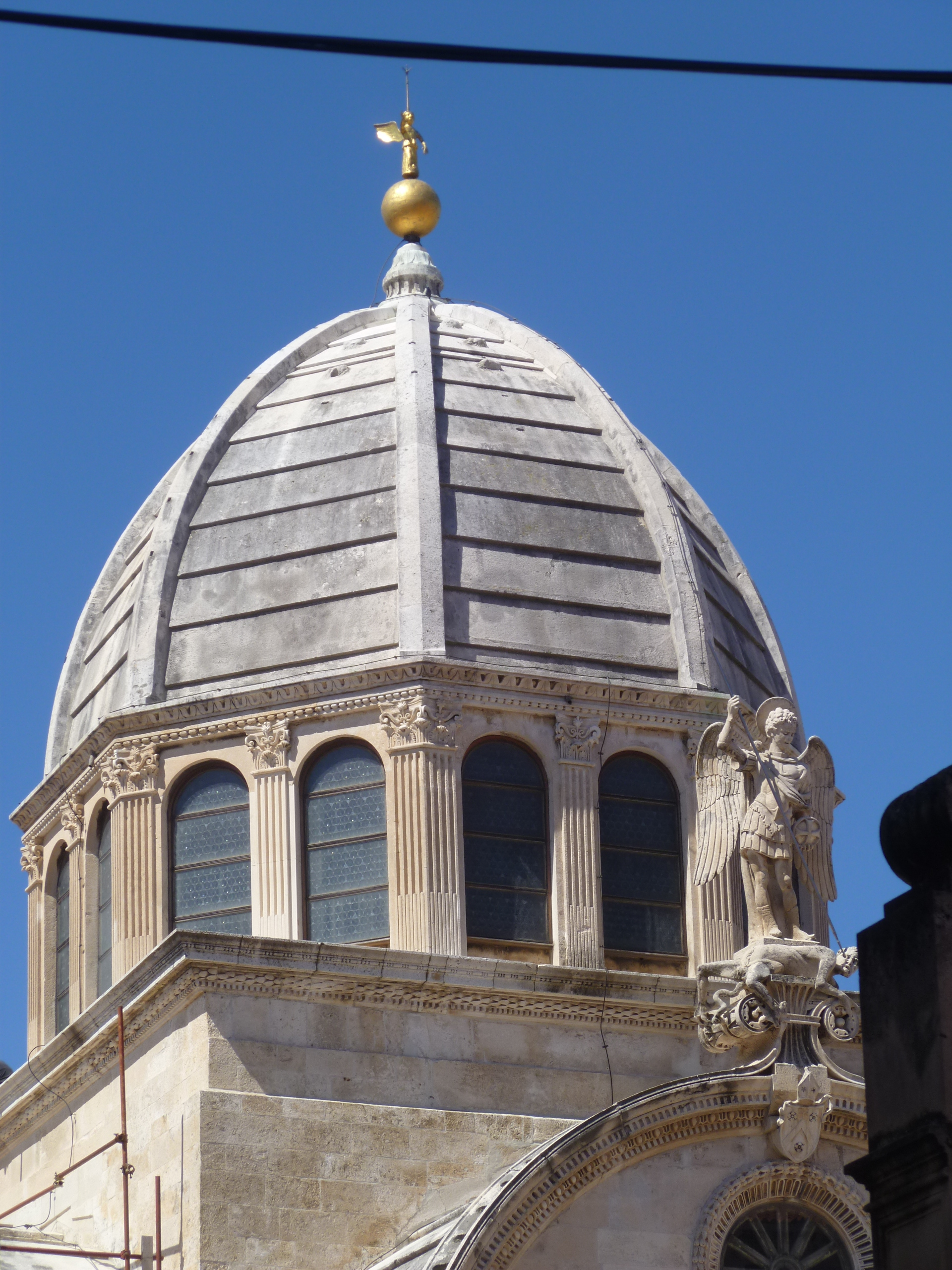
La cupola e le sculture
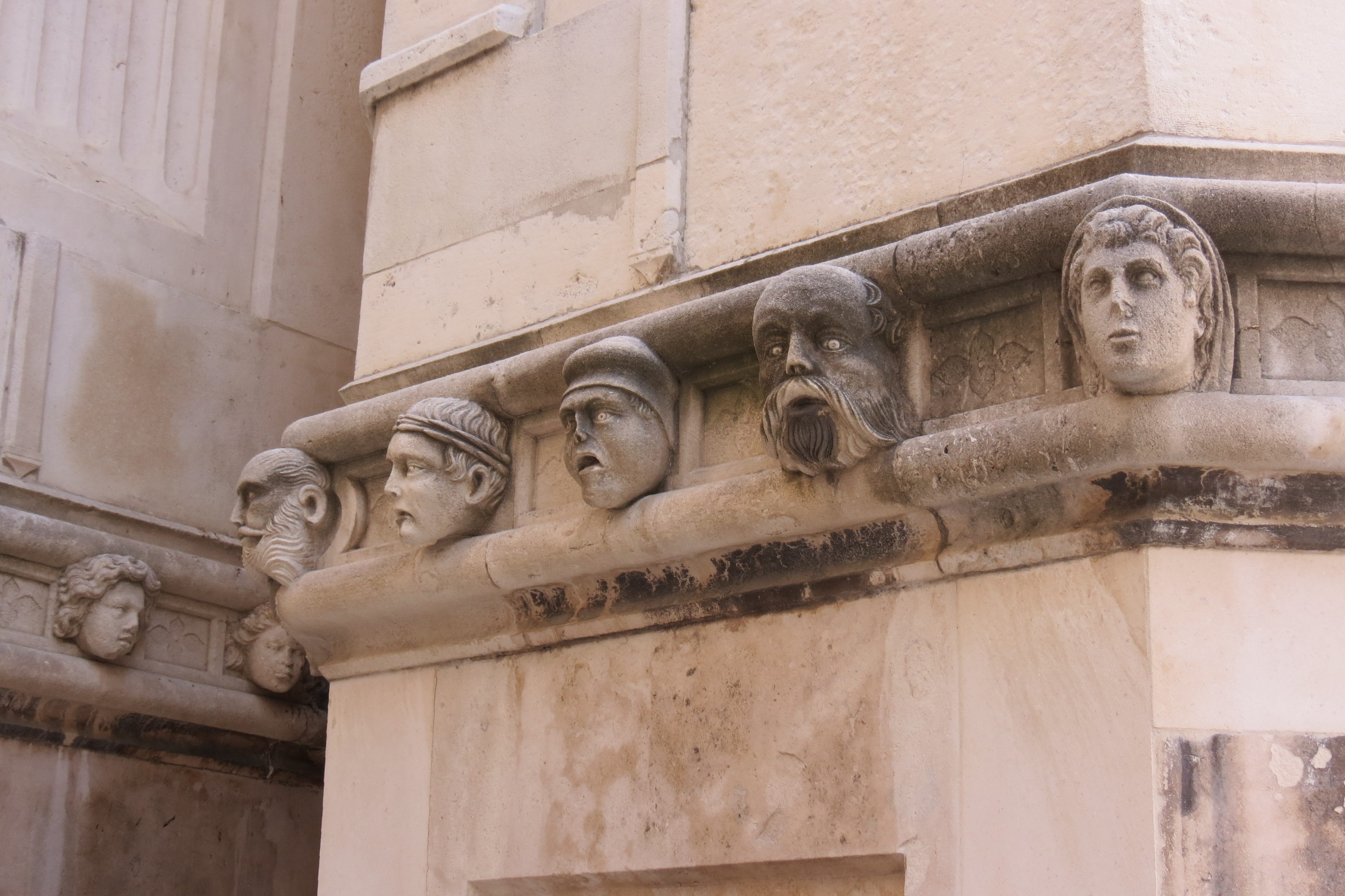
La cornice absidale
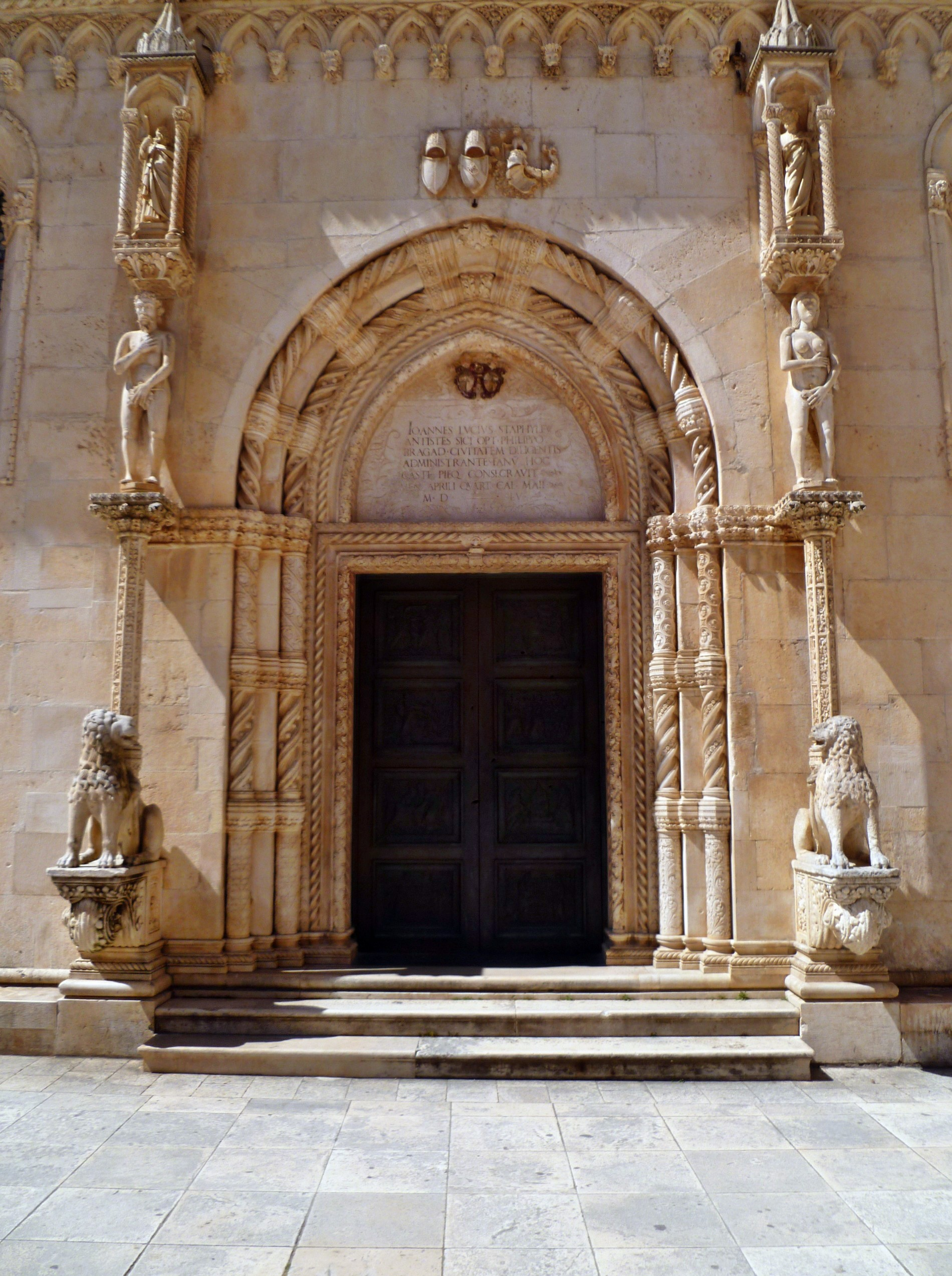
Il portale settentrionale
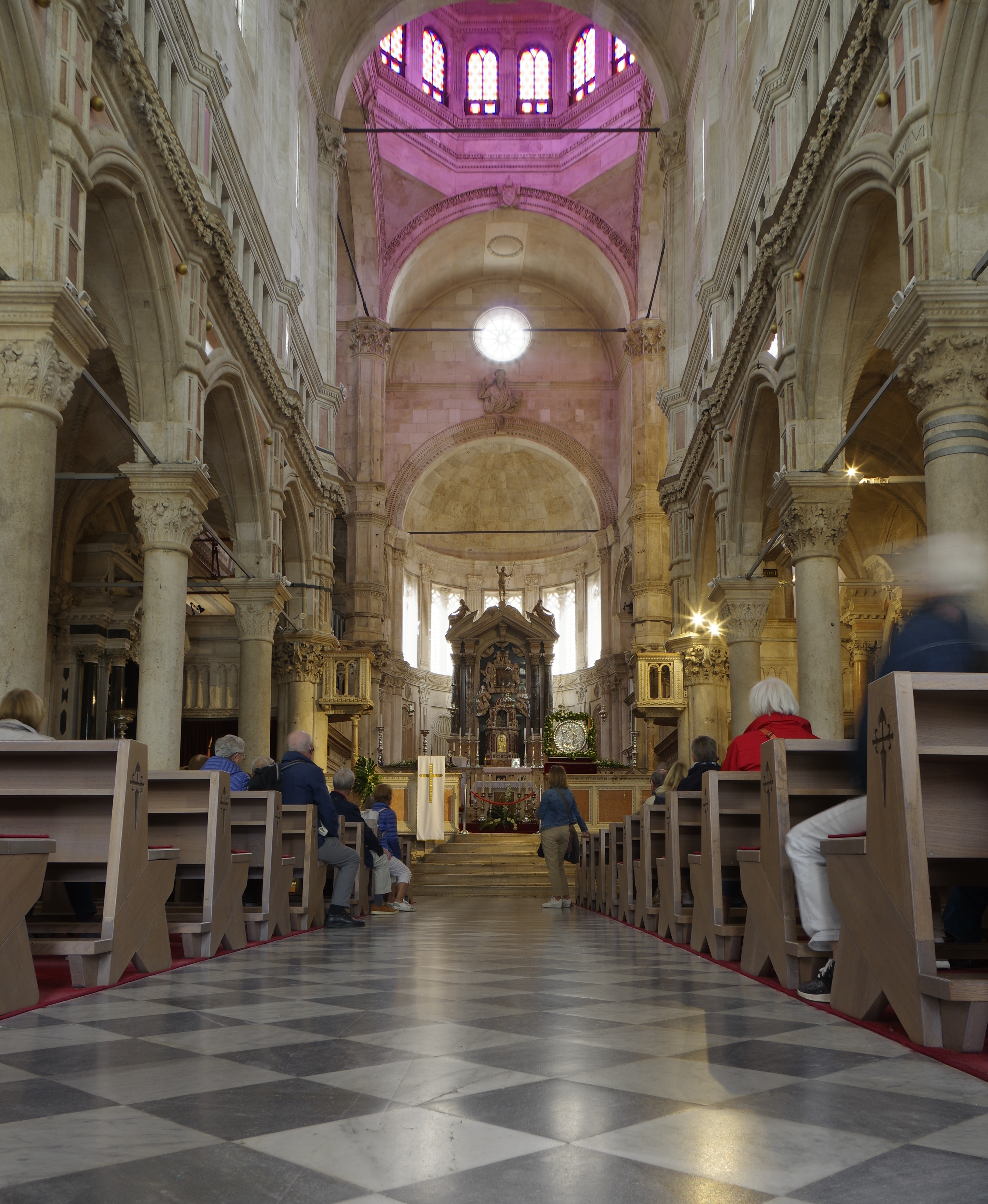
Interno
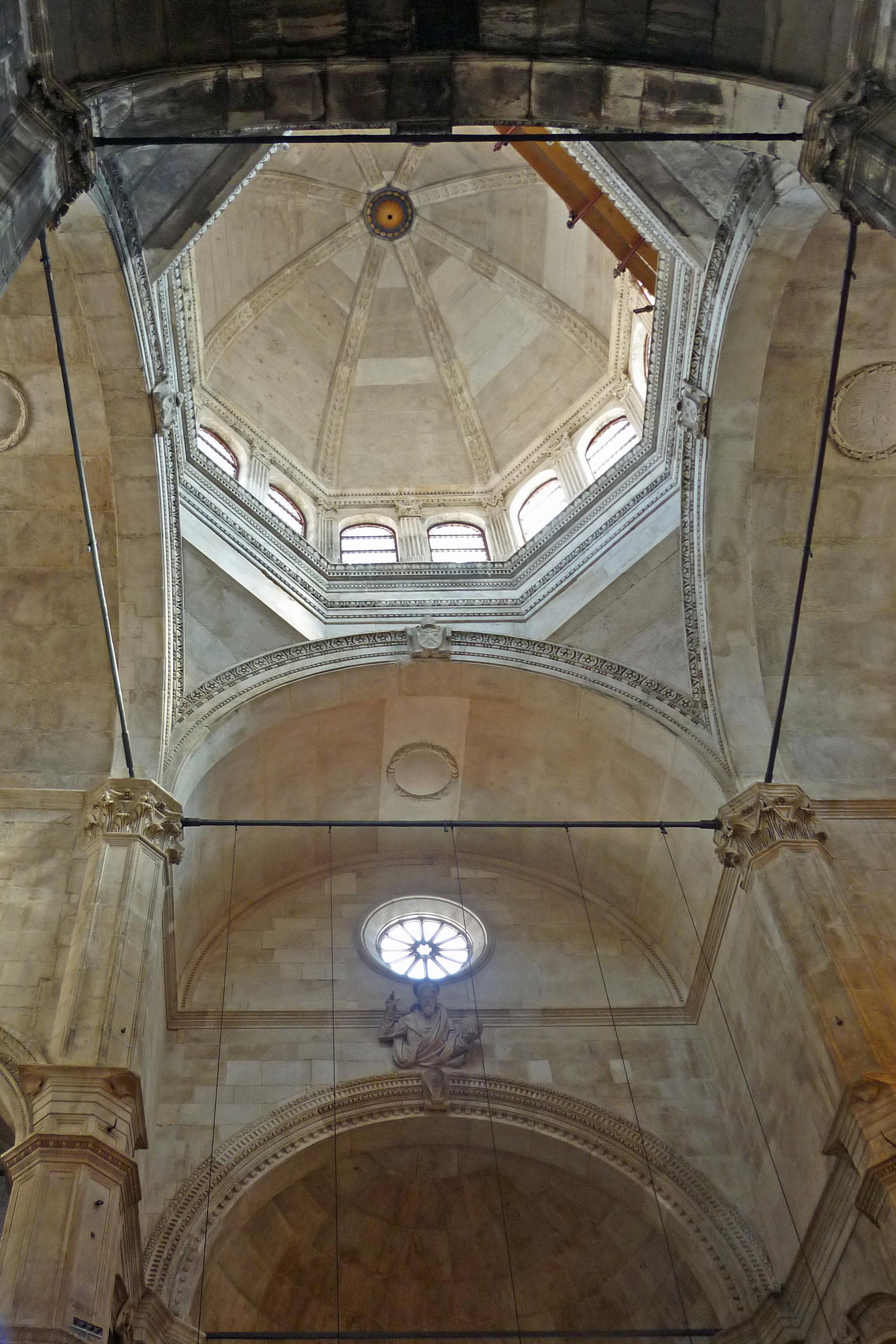
Interno della cupola
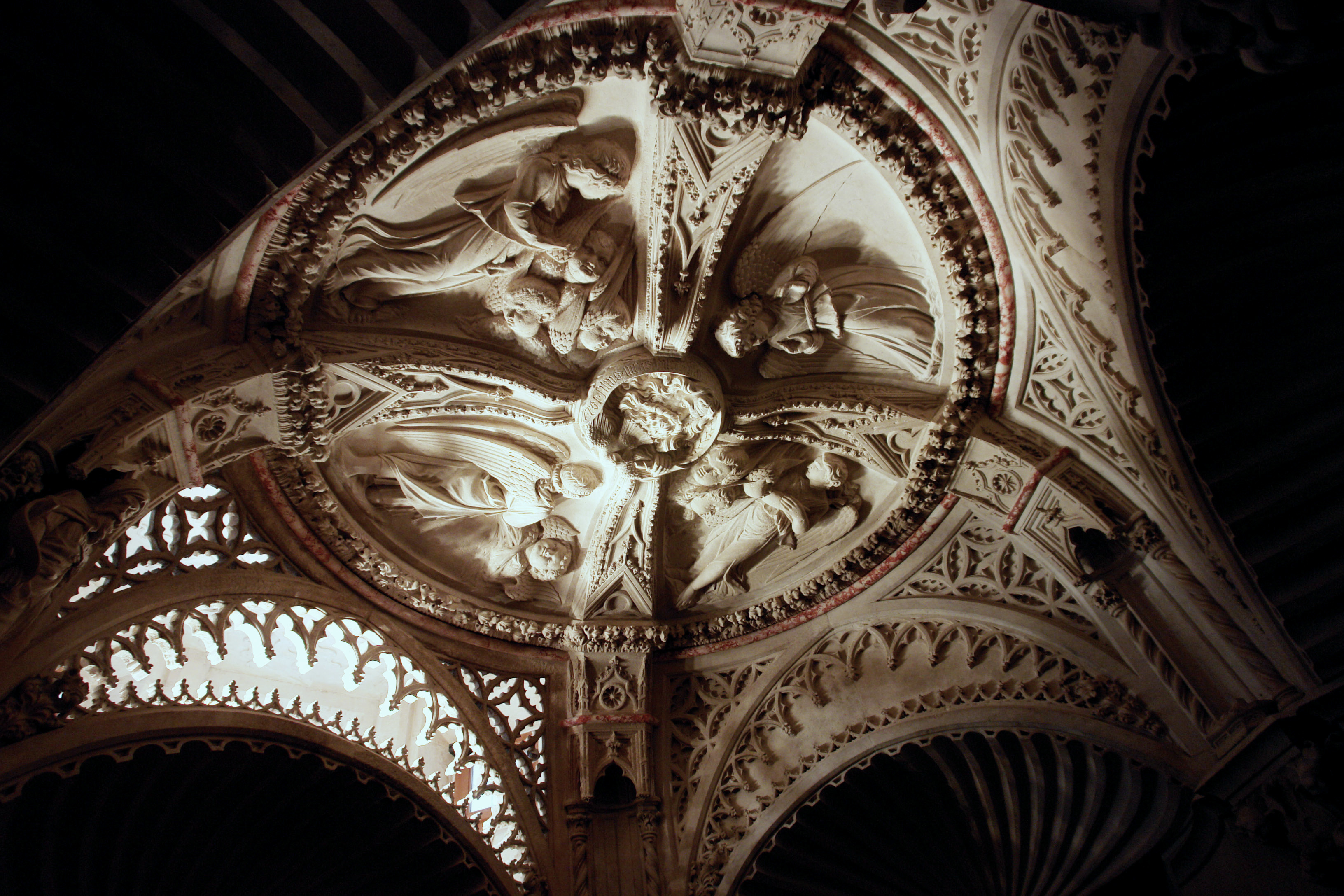
Volta del Battistero

## Nella cultura popolare
La Cattedrale ha fatto da sfondo alla Banca di Ferro nel nono episodio della quinta stagione de Il trono di Spade. Sebenico ha ispirato infatti Braavos, la città in cui nella fiction si trova la Banca di ferro.